# Trichogrammatoidea ruficorpa
Trichogrammatoidea ruficorpa is een vliesvleugelig insect uit de familie Trichogrammatidae. De wetenschappelijke naam is voor het eerst geldig gepubliceerd in 2006 door Yousuf & Hassan.